# Horia Bădescu
Horia Bădescu  (n. 24 februarie 1943, Arefu, România) este un poet, prozator și eseist român contemporan.

## Biografie
Este fiul lui Gheorghe Bădescu, învățător, și al Elenei (n. Petcu). Urmează studiilie liceale la Curtea de Argeș (1957-1960). Licențiat al Facultății de Filologie a Universității „Babeș-Bolyai” din Cluj (1968), unde a studiat cu profesorii Mircea Zaciu, Ion Vlad, Iosif Pervain, Octavian Șchiau, Dumitru Drașoveanu, Ion Pulbere, Dumitru Pop etc. Face parte din gruparea revistei „Echinox”. Și-a luat doctoratul în litere cu teza Memoria Ființei - Poezie și Sacru (1997). Debut absolut cu poezie în revista „Tribuna” (1964). A fost redactor la Studioul Teritorial de Radio din Cluj, iar din 1987 director al Teatrului Național din Cluj. După 1990 a fost director al Studioului Teritorial de Radio din Cluj, apoi director al Centrului Cultural Român de la Paris și atașat cultural la Ambasada României în Franța. Este tradus și publicat în reviste literare din Franța, Belgia, Spania, SUA, Canada, Rusia, India, Bulgaria, Italia, Macedonia, Armenia, Vietnam, Peru. Este distins cu Ordinul Național „Meritul cultural” în grad de Comandor în anul 2004.

## Volume publicate

### Poeme
- Marile Eleusii, Cluj, Ed. Dacia, 1971
- Nevăzutele Urse,  Cluj, Ed. Dacia, 1975
- Cântece de viscol, balade, București, Ed. Eminescu, 1976
- Anonimus,  Cluj, Ed. Dacia, 1977
- Ascunsa trudă,  București, Ed. Eminescu, 1979
- Recurs la singurătate, București, Ed. Eminescu, 1982
- Starea bizantină, balade, Cluj, Ed. Dacia, 1983
- Apărarea lui Socrate,  București, Ed. Eminescu, 1985
- Anotimpurile, București, Ed. Eminescu, 1987
- Furcile caudine, București, Ed. Eminescu, 1991
- Lieduri,  Cluj, Ed. Dacia, 1992
- Fierul spinilor, Cluj, Ed. Mesagerul, 1995
- Ronsete, Cluj, Ed. Clusium, 1995
- A doua venire / Le deuxième retour, Oradea, Ed. Cogito, 1996
- Ziua cenușii, Bucurști, Ed. Eminescu, 2000
- La salle d’attente/Sala de așteptare (ediție bibliofilă), București, Biblioteca Sadoveanu, 2003
- D’un jour à l’autre/De la o zi la alta, Cluj, Cartea Cărții de Știință, 2006
- Pielea îngerului, Cluj, Ed. Limes, 2007
- Vei trăi cât cuvintele tale, Cluj, Ed. Dacia XXI, 2010
- E toamnă nebun de frumoasă la Cluj, Cluj, Ed. Eikon, 2011
- Un înger răstignit pe gură, Iași, Tipo Moldova, 2011
- Cărțile viețuirii, Cluj, Ed. Eikon, 2013
- Decameronice, Cluj, Ed. Școala Ardeleană, 2017
- „E toamnă nebun de frumoasă la Cluj”. Poeme alese și rostite de autor, Cluj, Ed. Școala Ardeleană, 2022

### Eseuri. Publicistică
- Magda Isanos. Drumul spre Eleusis, București, Ed. Albatros, 1975
- Grigore Alexandrescu. Parada măștilor, București, Ed. Albatros, 1981
- Meșterul Manole sau imanența tragicului, București, Ed. Cartea Românească, 1986
- Ferestre, tablete, București, Ed. Albatros, 1990
- Ieșirea din Europa, tablete, București, Editura Didactică și Pedagogică, 1996
- Memoria Ființei ‒ Poezia și Sacrul, Iași, Ed. Junimea, 2008 [3]
- Dacă Orfeu, Cluj, Ed. Limes, 2015

### Romane
- Joia patimilor,  București, Ed. Cartea Românească, 1981; reeditare, Ed. Libra, 1993
- Zborul gâștei sălbatice, București, Ed. Eminescu, 1989; reeditare, Cluj, Ed. Școala Ardeleană, 2016
- O noapte cât o mie de nopți, Cluj, Ed. Limes, 2011

### Publicații în străinătate
- Poplakite na Solomona, poeme, Skopje, Makedonska Kniga, 1988
- Ante portas, poeme, Bruxelles, Éditions Van Balberghe, 1992
- Le visage du temps, poeme, Troyes, Librairie Bleu, 1993
- Streiflicht – Eine Auswahl zeitgenössischer rumänischer Lyrik (81 rumänische Autoren), - Lumina piezișă, antologie bilingvă cuprinzând 81 de autori români în traducerea lui Christian W. Schenk, Dionysos Verlag, 1994
- Le fer des épines, poeme, Amay-Belgique, L’Arbre à Paroles, 1995
- Khuon mat thoi gian (poeme în limba vietnameză), Strasbourg, Trinh Bay, 1996
- Portraite apocryphe/ Portret apocrif, poeme, București/Montreal, Libra/Humanitas, 1998
- Les syllogismes du chemin, poeme, Amay-Belgique, L’Arbre à Paroles, 1999
- Stéphane Lupasco -L'homme et l'oeuvre, Monaco, Rocher, col. „Transdisciplinarité”, sous la direction de Horia Bădescu și Basarab Nicolescu, 1999
- Nhung tam doan luân cua con duong (poeme în limba vietnameză), Strasbourg, Trinh Bay, 2000
- Exercices de survie, poeme, Charlieu, La Bartavelle éditeur, 2000
- Le vol de l’oie sauvage, roman, Paris, Éditions Gallimard, 2000
- La mémoire de l’Être – la poésie et le sacré, Monaco, Éditions du Rocher, col. „Transdisciplinarité”, 2000
- Abattoires du silence, poeme, Rochefort du Gard, AB-éditions, 2001
- Le vent et la flamme, antologie de poezie, Troyes, Librairie Bleu, 2002
- L’ombre d’un jour, poeme, Paris, Éditions Transignum, 2004
- Un jour entier, poeme, Amay-Belgique, L’Arbre à Paroles, 2006
- Poezia, antologie de poezie, Sofia, Ed. Nov Zlatorog, col. «Ars poetica europea XX», 2006
- Miradors de l’abîme, poeme, Amay-Belgique, L’Arbre à paroles, 2008
- Parler silence, poeme, Amay-Belgique, L’Arbre à paroles, 2010
- Roulette russe, poeme, Paris, L’Herbe qui tremble, 2015

### Traduceri
- Autori traduși în limba română: Henri Cornélus, Marc Quaghebeur, Etienne de Sadeleer, Dominique Daguet, G. Bayo, H. de Broqueville, Francis Coffinet, Werner Lambersy, Michel Camus

## Prezențe în antologii
Testament - Anthology of Modern Romanian Verse / Testament - Antologie de Poezie Română Modernă - ediția a doua (versiune bilingvă română/engleză) - antologator și traducător Daniel Ioniță, cu Eva Foster, Rochelle Bews și Prof.Dr. Daniel Reynaud - Editura Minerva, Ianuarie 2015 - ISBN 978-973-21-1006-5

## Afilieri
- Membru al Uniunii Scriitorilor din România
- Membru al Uniunii Scriitorilor din Franța
- Membru al Academiei Francofone
- Membru al Centrului Internațional de Studii și Cercetări Transdisciplinare (Paris)
- Membru al Comitetului de onoare al Uniunii Poeților Francofoni
- Membru al Comitetului de onoare al Cercului European de Poezie Francofonă POESIAS
- Membru al Academiei Universale din Montmartre
- Membru, din 1993, al Maison Internationale de la Poésie, Bruxelles
- Președinte de onoare al Rencontres Européennes-Europésie, Paris
- Membru al Comitetului Științific al Institutului Internațional pentru Poezie și Operă al UNESCO, Verona, Italia
- Membru al Comitetului internațional de redacție al revistei „Mémoire de XXI-ème siècle”, Paris

## Premii
- Premiul „Mihai Eminescu” al Academiei Române (1991)
- Premiul Salonului Național de Carte pentru volumul de poeme Ronsete (1995)
- Nominalizare la Premiul Sernet, Franța (2002)
- Premiul european de poezie francofonă „Leopold Sedar Senghor” (2004)
- Premiul de poezie „Lucian Blaga” (2005)
- Premiul „Cartea anului - Poezie” al Filialei din Cluj a Uniunii Scriitorilor din România (2007)
- Premiul Asociației Scriitorilor Cluj / Filialei Uniunii Scriitorilor Cluj: în 1977, pentru Anonimus (poeme); în 1981, pentru Parada măștilor (eseu); în 1992, pentru Lieduri (poeme); în 2008, pentru Pielea îngerului (poeme)
- Marele Premiu Național pentru Literatură al Festivalului International „Nopțile de Poezie de la Curtea de Argeș”, ediția a XIV-a (2010)
- Marele Premiu de Poezie „Nichita Stănescu”, Ploiești (2013)
- Premiul pentru poezie al Uniunii Scriitorilor din România (2021)